# Vinice Salabka
Salabka je viniční trať v pražské Troji se stejnojmennou usedlostí. Skládá se ze čtyř vinic, první zmínky o její existenci pocházejí z let 1224-1233. V 16. a 18. století se mezi jejími majiteli poprvé objevuje jméno Salaba, nicméně až od 18. století nese jméno po svém majiteli, Janu Kašparu Salabovi. Později byla vinice zrušena a dlouhá léta se nevyužívala.
Novodobá historie vinice Salabka se začala psát v letech 1954–1955, kdy byla vinice obnovena nově vzniklým Státním statkem hlavního města Prahy. Z této doby se jako unikát zachovala jihozápadní část s dnes již neznámým klonem Ryzlinku rýnského. Po restitucích získala ve druhé polovině devadesátých let usedlost Salabka ve zdevastovaném stavu společnost Zlatá Praha spol. s r.o., která postupně ve spolupráci s Národním památkovým ústavem a za pomoci grantů hl. města zahájila její regeneraci.
V roce 2000 byla zásadně zrevitalizována i vinice Salabka. V letech 2012–2014 byly z francouzského Burgundska dovezeny sazenice některých tradičních a starých odrůd, zejména Pinot Noir, Viognier a další. V současné době jsou vinice dosázeny výsadbou z roku 2000 – Ryzlink rýnský, Pinot Noir, Pinot Blanc, Pinot Gris, Müller Thurgau, Scheurebe, Neronet a Hibernal a v letech 2011–2013 pak přibyly odrůdy Chardonnay, Muškát moravský, Johanniter, Chenin Blanc, Viognier, Tramín, Sylvánské zelené a speciální klony Pinot Noir z Burgundska.[zdroj?] Na revitalizaci se významnou měrou podílel profesor Vilém Kraus.[zdroj?]
Dnes je viniční trať Salabka s rozlohou 4,5 ha největší v Praze a díky stabilním klimatickým podmínkám, umístění na jižních svazích a specifickému složení půdy rodí výtečná vína.[zdroj?] Réva vinná se tady nejen pěstuje, ale po ručním sběru hroznů i zpracovává. Na místě historické usedlosti Salabka společnost Zlatá Praha Salabka s.r.o. v roce 2014 otevřela nové Vinařství Salabka a Restaurant Salabka, v roce 2015 také 1. Pražskou Palírnu. 